# خورهشت
خورهشت، روستایی از توابع بخش مرکزی شهرستان تاکستان در استان قزوین ایران است. مردم این روستا همچون دیگر روستاهای منطقه قاقازان به زبان ترکی آذربایجانی صحبت می‌کنند‌.

این روستا در مسیر آزادراه قزوین زنجان به سبب واقع شدن در منطقه کوهستانی دارای شرایط آب و هوایی و اقلیم منحصر بفردی است .

## جمعیت
این روستا در دهستان قاقازان شرقی قرار دارد و براساس سرشماری مرکز آمار ایران در سال ۱۳۹۵، جمعیت آن ۲٬۱۴۷ نفر (۴۸۷خانوار) بوده‌است. روستای خورهشت از بزرگترین و پرجمعیت ترین روستاهای استان قزوین محسوب می‌شود.